# 洛罗皮切诺
洛罗皮切诺（義大利語：Loro Piceno），是意大利马切拉塔省的一个市镇。总面积32平方公里，人口2507人，人口密度78.3人/平方公里（2009年）。ISTAT代码为043022。